# Šammuramat
Šammuramat (auch Šammu-ramat oder Schamuramat) war eine assyrische Königin, Ehefrau von Šamši-Adad V. (824–810 v. Chr.) und Mutter von Adad-nīrārī III. (810–782 v. Chr.). Es wird angenommen, dass sie eine Tochter des babylonischen Königs Marduk-zākir-šumi I. war. Als babylonische Prinzessin hatte sie schon zu Lebzeiten ihres Mannes größeren Einfluss auf die assyrische Politik. Nach dessen Tod soll sie dann einige Jahre allein das assyrische Reich beherrscht und auch militärisch verteidigt haben, bis ihr minderjähriger Sohn als Thronfolger für seine Aufgabe reif genug war.
Unter Historikern ist jedoch umstritten, ob Šammuramat in einer Zeit und in einem Reich, in welchem Frauen in Führungsposition eigentlich undenkbar waren, tatsächlich als Regentin oder Mitregentin neben ihrem Sohn aufgetreten ist, oder ob sie im Hintergrund als seine Mutter nur ihren Einfluss auf den jungen König ausgeübt hat. Zahlreiche Inschriften beweisen, dass sie auf jeden Fall eine außergewöhnlich mächtige und tatkräftige Frau gewesen sein muss.
Umstritten ist ebenfalls, welcher Zusammenhang zwischen ihr und der mythischen Königin Semiramis besteht. Šammuramat wird in der griechischen Sprache als Semiramis übersetzt und nicht zuletzt deshalb wird sie vielfach als die historische Person hinter der Legende angesehen.

## Leben
Ihre genauen Lebensdaten sind unbekannt. Ihre Geburt wird um das Jahr 840 v. Chr. geschätzt. Laut einer Inschrift, die der Gouverneur von Kalḫu zur Einweihung des unter Adad-nīrārī III. errichteten Nabû-Tempels im Jahr 787 v. Chr. auf dessen Götter-Statue anbringen ließ, war sie zumindest zu dieser Zeit noch am Leben. Ihr Tod wird einige Jahre später vermutet.
Ihre Hochzeit mit Šamšī-Adad V. fällt in eine Zeit, in der das assyrische Reich erheblich geschwächt war. Gegen seinen älteren Bruder Aššur-danin-apla, der einen Aufstand gegen den Vater Salmānu-ašarēd III. angezettelt hatte, konnte er sich erst nach dem Tod des Vaters und insgesamt etwa sechs Jahren Bürgerkrieg durchsetzen. Es steht zu vermuten, dass seine Ehe mit der babylonfreundlichen Politik des Vaters in Zusammenhang stand. Angesichts der Bedrohung durch die Aramäer und Meder soll sich auch Šammuramat für eine Allianz mit ihrer ursprünglichen Heimat eingesetzt haben. Nachweislich gewann die babylonische Sprache in Assur an Bedeutung und die Verehrung der Gottheit Nabû, die an Beliebtheit in Babylon zu dieser Zeit gerade den vorherrschenden Marduk-Kult überflügelte, dehnte sich über die Grenzen nach Assur aus. In Kalach (assyrisch für Nimrud) wurde von ihrem Sohn ein großer Nabû-Tempel mit Bibliothek und Archiv errichtet und 787 v. Chr. geweiht, in dem auch wichtige Staatsurkunden aufbewahrt wurden. Ihr jedoch eine Unterordnung unter Babylon zu unterstellen, die sich Šamšī-Adad V. in schwieriger Lage bei einem Vertragsschluss gegen Ende des Bürgerkriegs noch gefallen lassen musste, oder dass sie eine Vereinigung der rivalisierenden Reiche angestrebt habe, gilt als abwegig und Verkennung der politischen Situation. Šammuramat wirkte ungeachtet ihrer Neigung zur babylonischen Kultur sehr erfolgreich darauf hin, die Macht des assyrischen Reiches für ihren Gemahl und später ihren Sohn zu festigen und weiter auszubauen.
Es wird angenommen, dass Šammuramat ihren Mann auch militärisch auf mindestens einen Feldzug begleitet und nach seinem Tod eigenständig Feldzüge geplant und angeführt hat. Ob diese Annahme der Wahrheit entspricht oder nicht ist umstritten. Es ist zu ihrer Zeit gelungen, das assyrische Reich zu stabilisieren, die Angriffe der Meder zurückzuschlagen und die Aramäer nicht nur zu besiegen, sondern sogar deren obermesopotamisches Machtzentrum Gozan zu erobern und dem Reich einzuverleiben. Auch innenpolitisch werden Šammuramat beachtliche Erfolge nachgesagt, mit einer funktionierenden Verwaltung und Gerichtsbarkeit und nicht zuletzt durch rege Bautätigkeit. Vom griechischen Philosophen Herodot, der auf seinen Reisen um 450 v. Chr. das damals persische Babylon besuchte und nach assyrischer Geschichte forschte, wird ihr unter anderem die Anlage eines großen Bewässerungssystems in der Euphrat-Ebene zugeschrieben.

## Legende der Semiramis
Als frühe weibliche Herrschergestalt der Orients wurde Šamuramat, später auch gemeinsam mit der neu-assyrischen Königin Naqia (assyrisch: Zakutu), schon recht bald nach ihrem Tod zum Mittelpunkt von Sagen und Legenden, aus denen schließlich die mythische Gestalt der Semiramis hervorging. Dieser sagte man göttliche Herkunft, überirdische Schönheit und Intelligenz, aber auch weibliche List, ausschweifenden Lebenswandel, sowie ein geheimnisvolles Ende nach. Mit Ausnahme des ins Griechische übertragenen Namens gibt es zwischen den Legenden und dem historischen Leben und Wirken Šammuramats aber kaum noch Bezug. Als sicher gilt jedenfalls, dass Šammuramat nichts mit den zu den sieben Weltwundern der Antike zählenden Hängenden Gärten der Semiramis zu tun hatte.

## Historikerstreit über die Regentschaft
Für die Frage nach einer Regentschaft Šammuramats sind vor allem zwei Königsstelen von Bedeutung. Die erste Stele wurde 1905 südlich von Saba’a am Fuß des Dschabal Sindschar gefunden und befindet sich heute im Museum Istanbul. Sie ist Adad geweiht und wurde von Nergal-ereš, dem Gouverneur von Rasappa errichtet. Die zweite Stele wurde 1967 in einem spät-assyrischen Schrein in Tell al-Rimah (Zamihi/Zamahu) gefunden, offenbar noch in situ, also in Originallage, eine absolute Ausnahme für assyrische Königsstelen. Sie zeigt Adad-nirari in schreitender Position, einen Stab in der linken Hand und mit Göttersymbolen neben dem Kopf. Auch sie ist Adad geweiht und von Nergal-ereš gestiftet. Die Inschrift berichtet von einem Feldzug des Königs nach Syrien in seinem ersten Regierungsjahr, in dessen Verlauf er den Tribut von Mari' von Aram erhielt und die Stadt Aruad erreichte, „die in der Mitte des Meeres liegt“. Dieser Feldzug wird gewöhnlich 806 angesetzt. Nach der Eponymenchronik zog Adad-nirari III. in diesem Jahr allerdings gegen das Königreich der Mannai. Da die Statue von Saba’a denselben Feldzug in das fünfte Jahr des Königs setzt, nehmen manche Forscher an, dass sich die Zählung der Tell-al-Rimah-Stele auf das erste unabhängige Regierungsjahr Adad-niraris bezieht und er vorher gemeinsam mit seiner Mutter regierte.
Namhafte Historiker nehmen jedoch an, dass Adad-nirari mehrere Feldzüge pro Jahr unternahm, von denen jeweils nur einer auf der Stele erwähnt wird. Diskutiert wird auch die Deutung des Wortes rabîš auf der Saba’a-Stele. Es kann entweder als „mächtig“ oder als „unabhängiger Herrscher“ gedeutet werden. Letztere Interpretation würde für eine vorhergehende Ko-Regentschaft sprechen, nach der der König erst in seinem fünften Jahr nun rabîš auf seinem Thron sitzt, was aber von einigen Historikern ebenfalls für unwahrscheinlich gehalten wird.